# Santo Antão (distrito de Santa Maria)
Santo Antão es un distrito del municipio de Santa Maria, en el estado brasileño del Río Grande del Sur. Está situado en la parte norte de Santa Maria. El asiento del distrito se encuentra a 11 km del Centro de Santa Maria.
El distrito de Santo Antão posee un área de 51,33 km² que equivale al 8,86% del municipio de Santa María que es 1791,65 km².

## Historia
El distrito fue creado en el año de 2001 por las leyes municipales n.º 4498/01, con territorio separado del distrito de Boca do Monte.

## Límites
Los límites del distrito con los distritos de Boca do Monte y Sede, y con los municipios de Itaara y São Martinho da Serra.

## Barrios
El distrito de Santo Antão comprende el siguiente barrio:
- Santo Antão

## Carreteras y ferrocarriles
- En el distrito, el ferrocarril atraviesa en su parte sur.
- No hay carreteras en el distrito .